# るるるとささらの先生☆教えて 〜ボクは女のお坊っちゃま〜
『るるるとささらの先生☆教えて 〜ボクは女のお坊っちゃま〜』（るるるとささらのせんせいおしえて 〜ぼくはおんなのおぼっちゃま〜）は、日本のアダルトゲームレーベルあんでるより発売された、Windowsパソコン用成人向けアドベンチャーゲームである。パッケージやタイトルロゴでは「先生☆教えて! るるるとささら 〜ボクは女のお坊っちゃま〜」とも読み取れる文字配列がされているが、公式な作品名は上記が正しい。

## 概要
あんでるの第6作目で、発売前は「るるるとささらのもぅどうにでもして〜 〜ボクは女のお坊っちゃま〜」と仮称された。2007年6月22日にパッケージ版が発売、2008年6月27日にはダウンロード販売も開始された。
亡父により誤った性知識を与えられ自分を男子と認識している大財閥当主の少女・るるると、彼女に庶民的感覚と正しい性知識を教えるため招かれた“普通”の男性・保彦、事態を“面白く”引っ掻き回す少女・ささら、そしていずれも個性的な女性ばかりの醍琴山家の関係者たちの一ヶ月を描く。思春期を迎えながらも性差を理解していない少女に性教育を施す内容を明るく綴り、プレイヤーの選択次第でヒロインの様相が大きく変化するので、公式には「二次性徴激的Before→After ADV」（にじせいちょうげきてきビフォー・アフター・アドベンチャー）とジャンル表記される。

## あらすじ
教員志望の大学生・津積保彦は、学生生活最後の夏休みに、高校時代の先輩である白久万ひたちの依頼で、大財閥の跡取り・醍琴山るるるの家庭教師を引き受ける。ところが、孤島の豪邸に女性ばかりの後見人や使用人と暮らするるるは、あろうことか性に関する知識を全く持たない少女だった。戸惑う保彦にひたちは、るるるに世の中の“普通”な価値観と共に正しい性知識を教育して欲しいと告げる。こうして始まった奇妙な家庭教師生活は、亡き当主の意思を継ぐ女性執事きりかの思惑や、るるるの従姉妹ささらの乱入によって、混乱の度を増していく。るるるの大財閥当主としての未来は、保彦の一ヶ月間の教育に委ねられたのである。

## 登場人物
津積 保彦（つつみ やすひこ）
このゲームの主人公で、教員志望の大学4年生。物語は、彼がひたちの依頼によりるるるの家庭教師として醍琴山邸を訪れることから始まる。当初は少年と思い込んでいたるるるが実は少女であったことに驚き、また学問を教えるつもりだったが、実は富豪としての価値観しか持たないるるるに一般社会水準の価値観と、性を全く知らない彼女に正しい性知識を教えることが自身の真の役割と知る。そこで彼は計画を立て学習と併せてるるるを徐々に教育しようとするが、きりかの誤算やささらの登場によって思わぬ展開に巻き込まれていく。能力的に劣ってはいないが自他共に認める平凡な青年で、かつ母親譲りの適度な理性や常識を持ち合わせる点が、ひたちによって家庭教師に推された理由であった。
醍琴山 るるる（だいぎんざん るるる）
声 - 草柳順子
このゲームの中心人物で、日本屈指の大財閥「醍琴山財閥」の現当主である少女。その立場に拘らず驕らず真っ直ぐで、使用人にさえ気を遣う利発で素直な性格。但し、前当主であった父・室曇（しつどう）によって性知識を徹底的に排除された環境で成長したため男女の別も理解できない状態であり、また箱入り育ちなので学校で教わる基礎知識や庶民感覚も持ち合わせなかった。醍琴山邸を訪れた保彦に対して独自の嗅覚によって一瞬にして全幅の信頼をおき、彼を「先生」と慕って彼の教える基礎学問や一般的価値観、そしてとりわけ性知識に強い関心を寄せる。父から「男の子」として育てられたので自分を「ボク」と呼び、当初はセーラー服状の上衣に半ズボンの男装を着ているが、ゲーム進行によって「女の子」の自覚が芽生えると赤いドレスを着る（彼女の心境の変化は、それぞれ胸元や側頭部に付けられた装飾が「♂」から「♀」に変化することでも表現される）。
醍琴山 ささら（だいぎんざん ささら）
声 - 民安ともえ
このゲームのもう一人の中心人物で、るるるの亡父の妹の娘、即ち従姉妹。長い金髪と両側頭部の大きな黒いリボンが特徴。分家の娘なので普段は醍琴山邸に住んでいないが、夏休みを同世代のるるると過ごすために物語の中途から登場する。上流階級らしい高飛車な面を持ち、他人を困らせたりトラブルを面白がる小悪魔的な性格。るるるに性教育を行う計画に自らも率先して参加を表明、何故かよく知っている性戯を、保彦やるるるで試そうとする。なお、醍琴山室曇の死後、本家当主にはるるるがなっているが、財閥総裁はささらの父（室曇の妹婿）・冬樹（ふゆき）が代理を務めている。
白久万 ひたち（しらくま ひたち）
声 - 戸沼ゆず
るるるの後見人を務める女性弁護士。1歳年下の保彦とは高校時代に彼女が生徒会長をしていた頃の書記という間柄であり、きりかとも中学まで同じだった幼馴染。醍琴山家の法律顧問を務める父を持ち、自らも一流大学を経て司法試験に現役合格を果たしたほどの才媛。一方、穏やかでおっとりした性格で、稀に周囲が驚くほど底抜けな失敗をする。幼くして財閥当主となったるるるの将来を案じ、彼女が抱える一般との価値観差と性知識の欠落を補うべく保彦を呼び寄せた。彼女は一部の場面に於ける保彦とは別の主観者でもあり、彼女の視点で綴られる物語は文章が赤く表示される。
三津菱 きりか（みつびし きりか）
声 - 茉莉奈
保彦と同年齢の醍琴山家執事。短めの青い髪を持ち、袖無しのシャツに赤いネクタイ、大きく胸をはだけたスーツを着ている。代々醍琴山家に仕える家系で、幼少の頃からるるる付きの執事見習いをし、室曇の死後、当主となった彼女の下で執事を務める。こうした経緯からるるるの成長に大きな影響を与え、彼女に対する執着は誰よりも強く、自分が不本意に思うことでもるるるの判断には喜んで従うほど心酔している。室曇の方針を頑なに支持し、るるるには一流の教育を施し、また彼女に女性を自覚させたり男性と接触させるのは好ましくないと考え、保彦に厳しい視線を送る。その実、ショタコンであり、るるるに女性を自覚させたくないのは、彼女の男装姿を気に入っているからでもある。激昂すると「馬鹿者!」と叫んで相手の頬をつねる癖がある。
東柴大 せいか（とうしばだい せいか）
声 - 安玖深音
醍琴山家の若いメイド。短めな緑色の髪を持ち、メイド服を着ている。養護施設出身で、その援助者であった醍琴山室曇によって雇用された。室曇の死後、邸の使用人が一時的な暇を出された後も、きりかと共にるるるたちの世話をしている。素直で健気だが極端にドジで、何も無いところで転んだり、他の人物の言動を勘違いしておかしな妄想を抱いたり、失敗しては「罰として頬をつねってください!」と懇願する。また、ささらにしばしばセクハラなどでイジめられる。室曇に恩義がありきりかへの思いもあってか、現在もるるるを男の子扱いするが、保彦には協力的でもある。

## スタッフ
- 原画 - 宗田しんめ
- シナリオ - 東人 / 一砂 / おくとぱす / Hatsu
- 音楽 - 土谷知幸
- 企画・ディレクション - さのばびっち加藤

### 主題歌
「先生☆教えて!」
歌 - 民安ともえ、薬師るり
作詞・作曲 - 薬師るり 編曲 - 土谷知幸
CD発売元 - あさがやドラム（2007年5月18日発売）
※2007年5月20日・27日、CD発売記念イベントが開催された。